# T.I.
T.I., pseudonimo di Clifford Joseph Harris Jr. (Atlanta, 25 settembre 1980), è un rapper e attore statunitense, leader del gruppo rap chiamato P$C (Pimp Squad Click).
È conosciuto anche come King, The King of the South, T.I.P., Rubber Band Man e Tip "T.I." Harris.
A marzo 2009, T.I. conta 5 singoli che hanno raggiunto la Top 10 della Billboard Hot 100, quattro dei quali sono arrivati in prima posizione (My Love con Justin Timberlake, Live Your Life con Rihanna e Blurred Lines con Robin Thicke e Pharrell).

## Biografia

### Musica

#### Infanzia e inizi
T.I. nasce Clifford Joseph Harris Jr. il 25 settembre 1980 a Bankhead, Atlanta, Georgia. Viene cresciuto dai nonni e pratica traffico di stupefacenti da ragazzo. Il suo nomignolo Rubber Band Man, deriva dall'usanza che aveva ad indossare fasce di gomma per dimostrare quanto denaro aveva.
Il suo primo pseudonimo, T.I.P., proviene dal suo nomignolo d'infanzia "Tip", affibbiatogli dal bisnonno. Viene scoperto da Kawan "KP" Prather quando è ancora un ragazzo. A causa dell'accento del sud degli USA, i fans inizialmente male interpretano questo nick storpiandolo in "Chip", così Clifford inizia a farsi chiamare "T.I.P". Prima di essere scritturato dalla LaFace Records (sussidiaria della Arista Records) nel 2001, abbrevia il nome in T.I. per rispetto ad un altro esponente famoso dell'etichetta, Q-Tip. T.I. s'è anche autoproclamato "King of the South" (Re del Sud, soprannome che ha creato diverse controversie con altri rapper del South come ad esempio Lil' Flip).

#### 2001-2002:I'm Serious
T.I. rilascia il suo album di debutto, I'm Serious , nell'ottobre 2001. Pubblicato da Arista Records, dal disco è stato tratto il singolo con il medesimo titolo, che contiene la collaborazione del cantante reggae Beenie Man. Questo album include anche Pharrell Williams dei Neptunes (che definisce T.I. il Jay-Z del Sud), Jazze Pha, YoungBloodZ e molti altri. Viene prodotto dai Neptunes, DJ Toomp, Madvac e The Grand Hustle Team.
Il disco vende 163 000 copie negli USA.
Tuttavia, l'album non riscuote buoni dati di vendite, e la collaborazione di Clifford con l'etichetta non viene prolungata.
Intenzionato comunque a non darsi per vinto, T.I. fonda la Grand Hustle Records con cui pubblica diversi mixtapes in collaborazione con DJ Drama, destando un certo rumore nell'underground.

#### 2003-2005:Trap MuzikeUrban Legend
Il suo ritorno è datato estate 2003 sul pezzo di Bonecrusher "Neva Scared", riuscendo a portare l'attenzione sulla pubblicazione del suo secondo album, Trap Muzik, che si rivela un ottimo successo grazie a singoli come "24s", "Be Easy", "Rubber Band Man" e "Let's Get Away". Il disco, uscito nell'estate del 2003, vende 109 000 copie alla prima settimana di pubblicazione e vede la partecipazione di Eightball & MJG, Jazze Pha, Bun B e Macboney. L'album è stato prodotto da Jazze Pha, Kanye West, David Banner, Madvac e DJ Toomp. Tuttavia al successo di Trap Muzik seguono alcune controversie: mentre è in tour, T.I. ritorna ad avere problemi legati alla droga, la sentenza è di tre anni di carcere.
Dopo il successo del CD Trap Muzik, che vende più di 900 000 copie negli USA, T.I. pubblica Urban Legend nel tardo 2004. Urban Legend si rivela immediatamente un successo grazie al singolo "Bring 'Em Out", che usa un campionamento dal brano di Jay-Z "What More Can I Say" proveniente da The Black Album, e produzioni a cura di Swizz Beatz della Ruff Ryders.
L'album contiene inoltre le collaborazioni di Trick Daddy, Nelly, Lil Jon, B.G., Mannie Fresh dei Big Tymers, Daz Dillinger, Lil' Wayne, Pharrell, P$C e Lil' Kim. L'album debutta alla posizione numero 7 di Billboard 200. Il singolo ASAP, raggiunge la posizione n.75 nelle chart statunitensi, la n.18 della U.S. R&B/Hip-Hop chart e la n.14 della Rap chart.
Il video di Motivation, invece, raggiunge la posizione n.62 della U.S. R&B/Hip-Hop singles chart.
All'inizio del 2005, T.I. aggiunge un altro successo alla sua carriera assieme a Lil' Wayne sul pezzo delle Destiny's Child Soldier.

#### 2006-2007:KingeT.I. vs. T.I.P.
Il quarto album di T.I., King, debutta al numero uno della chart Billboard 200 il 4 aprile 2006, vendendo oltre 520 000 copie durante la prima settimana di rilascio.
Per promuovere il disco, il rapper di Atlanta pubblica i singoli "Front Back" e "Ride with Me". Le due canzoni aiutano inoltre a promuovere il primo film di T.I., ATL.
Alcuni singoli inclusi nell'album sono "What You Know", "Why You Wanna", e "Live in the Sky," più un remix di "Top Back."

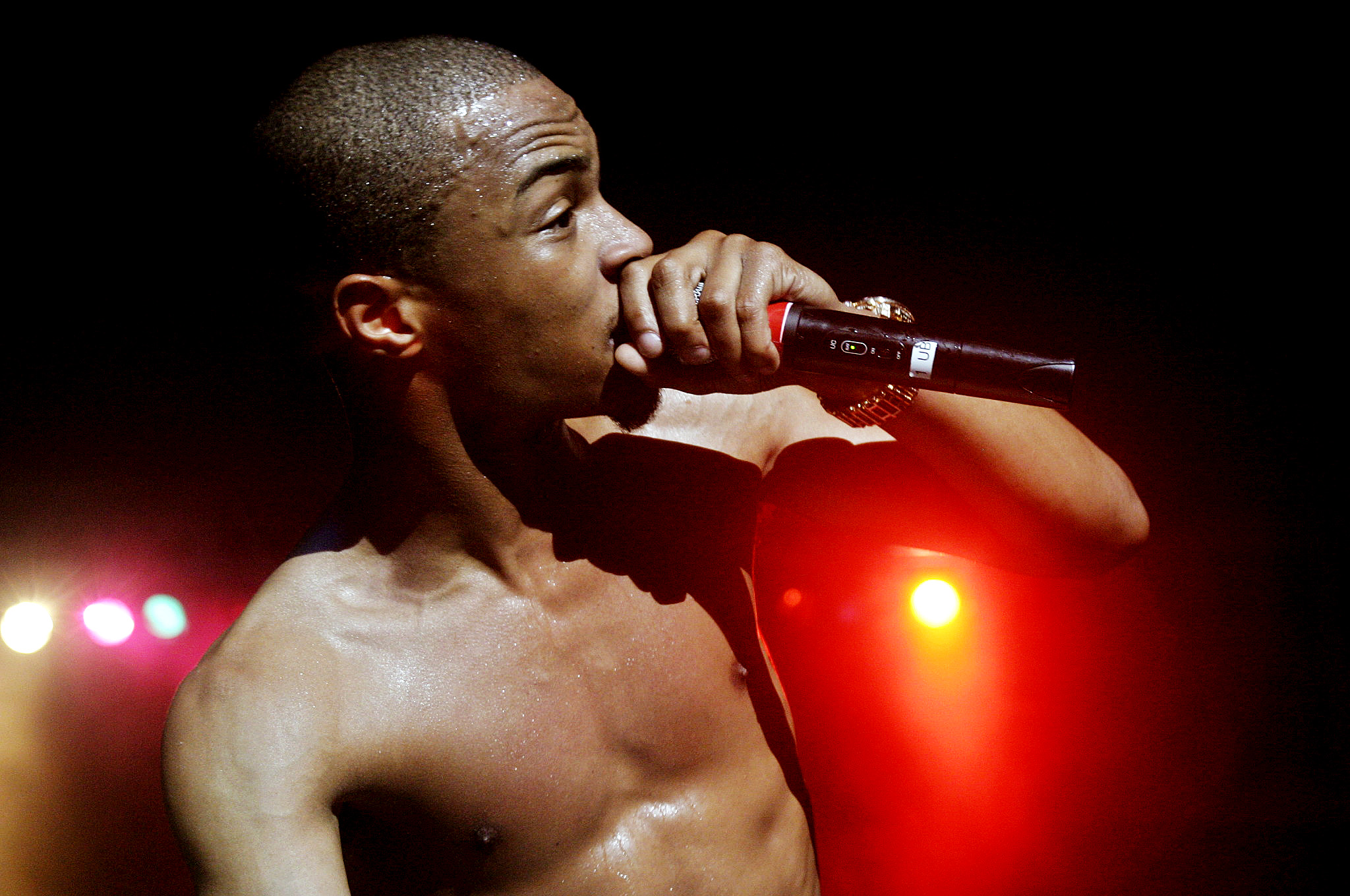
T.I. al Summer Jam di Pittsburgh, Pennsylvania nel 2006

"What You Know" vince un Grammy per la miglior canzone rap solista e viene nominato per la migliore canzone rap.
Lo stesso anno, il rapper di Atlanta collabora nella canzone "My Love" con Justin Timberlake. Il singolo vince il premio come miglior collaborazione con un artista rap.
T.I. rilascia il suo quinto disco, T.I. vs. T.I.P., il 3 luglio 2007. Il primo singolo tratto dall'album, Big Things Poppin', viene prodotto da Mannie Fresh e scritto dallo stesso T.I., e pubblicato il 17 aprile 2007. La seconda canzone, "You Know What It Is", è pubblicata il 12 giugno 2007 e vede la collaborazione di Wyclef Jean. T.I. vs. T.I.P. vende 468 000 copie e debutta alla prima posizione del Billboard 200; al disco partecipano artisti come Jay-Z, Busta Rhymes, Wyclef Jean, Nelly e Eminem. L'album è prodotto da Eminem, Jeff Bass, Mannie Fresh, Grand Hustle, The Runners, Just Blaze, Wyclef Jean and Danja. Assenti dalla produzione DJ Toomp e i The Neptunes. Nell'ottobre 2007, T.I., pubblica il suo terzo singolo, "Hurt", in collaborazione con Busta Rhymes e Alfamega.
Nello stesso anno T.I. appare inoltre nel film American Gangster, assieme a Common e RZA e collabora per la colonna sonora della pellicola. Partecipa inoltre a degli spot pubblicitari insieme a Chevrolet e Dale Earnhardt Jr.
Nelle prime ore del 3 maggio 2006, T.I. ed il suo entourage sono rimasti coinvolti in una sparatoria nel lasciare il Club Ritz, un Nightclub di Cincinnati. Quattro collaboratori del rapper sono stati colpiti nella sparatoria: l'assistente personale di T.I. Philant Johnson è rimasto ucciso, mentre Janice Gillespie è rimasta gravemente ferita.
Il 13 ottobre 2007 il rapper viene arrestato poco prima di partecipare ai BET Hip Hop Awards, dalle autorità federali dell'FBI.  L'arresto viene compiuto nel parcheggio di un centro commerciale, che un testimone identifica come il Walgreens, una catena di farmacie. T.I. aveva tentato di acquistare delle armi da una persona: tre mitragliatrici e due silenziatori. Le autorità affermano che questa persona era la guardia del corpo del rapper e lavorava con lui da luglio. Dopo la richiesta del pagamento di una pesante cauzione, T.I. viene condannato agli arresti domiciliari e può solamente uscire di casa per appuntamenti dal medico e per andare a corte. Le uniche persone che potevano andarlo a visitare erano la ragazza e i figli.

#### 2008:Paper Traile la condanna
Condannato nel 2008 agli arresti domiciliari, a 1500 ore di lavoro in prigione e confinato così in casa, T.I. inizia a lavorare sul suo nuovo album, Paper Trail. Il nome del disco deriva proprio da questo fatto: T.I. scrive le sue canzoni su carta e non ci lavora in studio come ha fatto per le sue pubblicazioni precedenti. In un'intervista di MTV riguardo a questa condanna, il rapper di Atlanta afferma: "Mentre sarò lì, avrò la possibilità di organizzare il mio ritorno." Dichiara inoltre che "non se ne sarebbe stato seduto a far nulla". Nonostante i vari problemi con la legge, T.I. trova comunque il tempo per collaborare con Mariah Carey per il remix di "I'll Be Lovin' U Long Time". Il singolo raggiunge la 58ª posizione della Hot 100 e la 36a della Hot R&B/Hip-Hop Songs.
Per il suo nuovo disco, Harris abbandona il suo vecchio stile rap di I'm Serious. Ciò si può anche sentire dalla voce del rapper nelle varie tracce dell'album. Paper Trail debutta in prima posizione della Billboard 200 e vende 568 000 copie negli Stati Uniti.
Il primo singolo promozionale è No Matter What, pubblicato nell'aprile 2008. Arriva poi il turno di "Swing Ya Rag", brano prodotto da Swizz Beatz. Pochi mesi dopo, nel luglio 2008, viene pubblicato "Whatever You Like", uno dei singoli più famosi del rapper, che scala la classifica Billboard Hot 100 arrivando alla posizione n.1. Il singolo successivo è "Swagga Like Us", che vede la partecipazione di Kanye West, Jay-Z e Lil Wayne. In seguito è pubblicato Live Your Life, con Rihanna, che scala nuovamente la Billboard Hot 100 balzando dalla posizione n.80 alla prima. Infine c'è Dead and Gone, con Justin Timberlake, che arriva alla posizione n.2 sempre della Hot 100 per cinque settimane.
Il 6 ottobre esce il singolo "Hell of a Life", disponibile in download digitale, che raggiunge la 54ª posizione di Billboard Hot 100.

#### 2010: Rilascio dalla Prigione e "King Uncaged"
In una dichiarazione fatta a febbraio, quando T.I. era ancora in prigione, egli dice: "Sono molto felice, molto contento di essere visto finalmente..."
Il 26 marzo 2010, T.I., viene pubblicato dalla prigione e durante un'intervista con MTV, T.I. ha dichiarato di essere alle prese con la registrazione di un nuovo album che sarà pubblicato nel 2010. A febbraio il manager di T.I. ha detto che l'album sarebbe uscito nell'estate del 2010 ed infatti il 17 aprile, T.I., dichiara che il CD sarà pubblicato il 17 agosto 2010.
Il primo singolo è stato pubblicato l'8 marzo 2010 ed è stato chiamato: "I'm Back".
Esso entra al numero 47 posto nella Billboard's Hot 100 Charts e viene molto apprezzato dai fans.
Il 27 aprile, T.I., rilascia il video musicale per la canzone I'm Back che mostra appunto il suo ritorno ambientato in un garage.
Successivamente ha dichiarato che l'album non si chiamerà più King Uncaged ma No Mercy ed uscirà il 7 dicembre. L'uscita del disco è stata anticipata dal release su internet di alcune tracce come That's All She Wrote con Eminem.
Inoltre T.I. ha dichiarato che per l'album aveva preparato 80 tracce tra cui una collaborazione con Lady Gaga, Christina Aguilera e tanti altri artisti.

### 2011: Condanna a 11 mesi di carcere
T.I. incomincia il 2011 con l'arresto per possesso di stupefacenti avvenuto poco prima il matrimonio con la moglie Tiny nel dicembre 2010, ha portato problemi con l'uscita di alcune tracce, precisamente la collaborazione con Lady Gaga che sarà posticipata all'uscita dal carcere.
T.I. ha detto ad una intervista sul suo album che la traccia si chiama "Lick" ma che la cantante italo-statunitense ha proposto di farne una migliore che possa avere più successo.
L'uscita dal carcere è prevista per il 29 settembre.

### Cinema e televisione
Negli anni, T.I. ha anche cercato di espandere la sua carriera oltre la musica. Nel 2005 ha lanciato la sua compagnia cinematografica Grand Hustle Films, segnando poi una collaborazione per più artisti tra la sua etichetta discografica e la Atlantic Records, oltre ad ottenere un contratto tra la Grand Hustle Music e la Warner Chappell. Ha inoltre partecipato come co-produttore esecutivo alla colonna sonora del film Hustle & Flow realizzandone il disco per Grand Hustle/Atlantic. Ha svolto la stessa mansione anche per l'album di debutto del suo gruppo P$C, 25 To Life, ed ha inoltre recitato nel film ATL, che ha raggiunto un discreto successo..
Ha partecipato nel film Takers, in arrivo nel 2010, nel ruolo di Ghost, mentre nel 2015 ha preso parte al film Ant-Man dei Marvel Studios.
In televisione, T.I. è comparso nelle trasmissioni di MTV Diary e Punk'd dove ha subito uno scherzo da parte di Ashton Kutcher prima del concerto di Fresno in California.
Nel 2008 è apparso in Entourage e nell'anno successivo ha lanciato la sua serie tv, T.I.'s Road to Redemption.

## Vita privata
La ragazza di T.I., Tameka "Tiny" Cottle, era un'ex membro delle Xscape. Stanno insieme dal 2001. Con lei, T.I. ha due figli: Clifford 'King' Joseph III e Major Philant. La loro figlia Llayah Amour è morta prematuramente durante il parto. Ha anche due figli con l'ex fidanzata Lashon Dixon: Domani Uriah e Messiah Ya'Majesty. Ha inoltre un'altra figlia, Deyjah Imani, da un'altra relazione. 

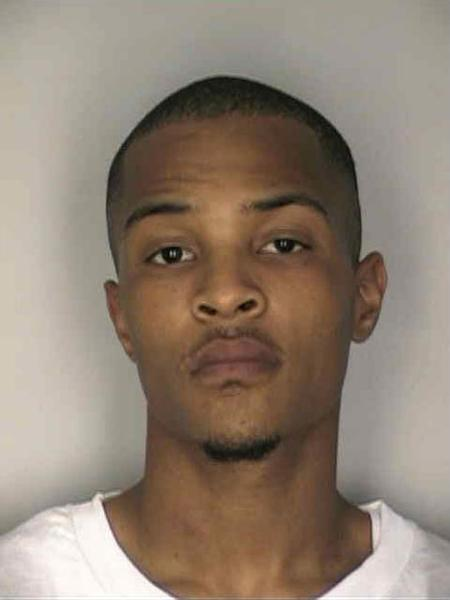
T.I. dopo l'arresto (2003)

### Problemi con la legge
Nel marzo 2009, T.I. viene condannato a un anno e un giorno di prigione e costretto a pagare 100.300 dollari, in seguito ai vari casi a lui connessi. Era stato reso noto che la detenzione avrebbe avuto inizio nel maggio 2009. Due giorni prima di entrare in cella T.I. effettua un concerto di saluto ai suoi fans al Philips Arena di Atlanta. Il 26 maggio il rapper di Atlanta entra in carcere.
La sua uscita dal carcere era prevista per il 26 marzo 2010, ma viene scarcerato il 22 dicembre 2009 e portato in una casa di sorveglianza ad Atlanta.

### Uragano Katrina
T.I. ha mostrato anche un fortissimo lato filantropico, partecipando a diverse iniziative per aiutare le vittime dell'Uragano Katrina, inclusa una personale donazione di $50.000. Assieme a David Banner ed a Young Jeezy ha partecipato ad una distribuzione di due giorni di vestiti ed alimenti all'Atlanta's Club Vision, ed è stato protagonista del concerto di beneficenza il 17 settembre assieme a Nelly, Big Boi degli OutKast e David Banner, i cui interi proventi sono andati all'iniziativa "Heal the Hood".
Oltre agli sforzi successivi all'Uragano Katrina, T.I. ha lavorato con giovani problematici al Paulding Detention Center di Atlanta, provvedendo alla scolarizzazione per famiglie monogenitore al Boys and Girls Clubs, e guidando il Boost Mobile's RockCorps concert alla New York Radio City Music Hall, assieme ad artisti come Fat Joe, Slim Thug,e Kanye West, tenuto esclusivamente per i volontari della comunità. Nel giugno 2005, la Lisa "Left Eye" Lopes Foundation, Fondazione così nominata come la componente scomparsa del gruppo delle TLC, e la radio di Atlanta V-103 hanno onorato T.I. del Lisa Lopes Award per i successi ottenuti nella musica e per il servizio reso alla comunità.

## Discografia

### Album in studio
- 2001 - I'm Serious
- 2003 - Trap Muzik
- 2004 - Urban Legend
- 2006 - King
- 2007 - T.I. vs. T.I.P.
- 2008 - Paper Trail
- 2010 - No Mercy
- 2012 - Trouble Man: Heavy Is the Head
- 2014 - Paperwork
- 2018 - Dime Trap
- 2020 - The L.I.B.R.A.

## Filmografia

### Cinema
- American Gangster, regia di Ridley Scott (2007)
- Takers, regia di John Luessenhop (2010)
- Io sono tu (Identity Thief), regia di Seth Gordon (2013)
- Duri si diventa (Get Hard), regia di Etan Cohen (2015)
- Entourage, regia di Doug Ellin (2015)
- Ant-Man, regia di Peyton Reed (2015)
- Vite da popstar (Popstar: Never Stop, Never Stopping), regia di Akiva Schaffer e Jorma Taccone (2016)
- Sleepless - Il giustiziere (Sleepless), regia di Baran bo Odar (2017)
- Ant-Man and the Wasp, regia di Peyton Reed (2018)
- Dolemite Is My Name, regia di Craig Brewer (2019)
- Monster Hunter, regia di Paul W. S. Anderson (2020)

### Televisione
- The O.C. – serie TV, episodio 2x21 (2005)
- Entourage – serie TV, episodio 5x03 (2008)
- Boss – serie TV, 8 episodi (2012)
- Hawaii Five-0 – serie TV, episodio 3x06 (2012)
- House of Lies – serie TV, 6 episodi (2014)
- Radici (Roots) – miniserie TV (2016)
- Genius – miniserie TV, 3 puntate (2021)

## Riconoscimenti
- 2004: Vibe Awards – Vincitore – Best Street Anthem "Rubberband Man"
- 2005: Vibe Awards – Vincitore – Best Street Anthem "You Don't Know Me"
- 2005: BET Awards – Vincitore – Most Stylish Male
- 2006: BET Awards – Vincitore – "Best Male Hip Hop Artist"

## Doppiatori italiani
Nelle versioni in italiano delle opere in cui ha recitato, T.I. è stato doppiato da:
- Simone Crisari in Ant-Man, Sleeplees - Il giustiziere, Ant-Man and the Wasp
- David Chevalier in American Gangster, Takers
- Riccardo Scarafoni in Boss, Duri si diventa, Monster Hunter
- Paolo Vivio in Entourage (film)
- Andrea Lavagnino in Io sono tu
- Fabrizio Vidale in Radici
- Massimiliano Plinio in Hawaii Five-0